# Phyxelida irwini
Espèce
Phyxelida irwini est une espèce d'araignées aranéomorphes de la famille des Phyxelididae.

## Distribution
Cette espèce est endémique du Kenya.

## Description
La femelle holotype mesure 6,94 mm.

## Étymologie
Cette espèce est nommée en l'honneur de M. E. Irwin.

## Publication originale
- Griswold, 1990 : A revision and phylogenetic analysis of the spider subfamily Phyxelidinae (Araneae, Amaurobiidae). Bulletin of the American Museum of Natural History, no 196, p. 1-206 (texte intégral).